# Milieueconomie
Milieueconomie is een apart terrein in de economie dat gaat over het gebruik van het milieu, de waarde van het milieu en de milieueffecten van economische activiteiten. Milieueconomie doet theoretisch en empirisch onderzoek naar de economische effecten van (inter)nationale en lokale milieuwet- en regelgeving in de wereld. Voorbeelden van onderwerpen zijn de kosten-batenanalyses van alternatief economisch beleid ten aanzien van luchtvervuiling, waterkwaliteit, giftige stoffen, (huis)afval en de opwarming van de aarde.
De milieueconomie is een andere economische school dan de ecologische economie, die de economie behandelt als een subsysteem van het grotere ecosysteem van de aarde.

## Onderwerpen en concepten
Centraal in de milieueconomie staat het concept van marktfalen. Marktfalen houdt in dat een markt geen maatschappelijk optimale oplossing tot stand gebracht heeft. Gewone redenen zijn externaliteiten, collectieve goederen en imperfecte informatie.
Externaliteiten zijn effecten die niet meegenomen zijn door de prijs die een producent betaalt, maar wel door de maatschappij betaald worden. Dit betekent dat sommige effecten van een activiteit niet meegenomen worden in de overweging als men besluit die activiteit wel of niet te doen. Vaak worden externaliteiten niet meegenomen omdat ze niet in de prijs verwerkt zitten, zoals de kosten van de luchtvervuiling die niet worden meegenomen door iemand als deze besluit wel of niet met de auto naar de supermarkt te gaan. Doordat externaliteiten meestal negatief zijn (dit hoeft niet), kan er meer vervuild worden dan optimaal voor een maximum aan totale welvaart van de maatschappij. Dit gebeurt als de vervuiler de negatieve effecten van vervuiling niet (afdoende) in zijn overwegingen meeneemt. Te weinig bescherming van de natuur zal in principe plaatsvinden volgens de economische theorie als mensen niet geprikkeld worden de externaliteiten mee te nemen in hun overweging, oftewel te internaliseren. Dit vermindert de levenskwaliteit van de maatschappij als geheel.
Collectieve goederen zijn onuitsluitbaar en onrivaliserend. Onuitsluitbaarheid is een concept dat inhoudt dat niemand kan worden uitgesloten van consumptie van een bepaald goed. Een voorbeeld is een auto-katalysator, waarbij niemand kan worden uitgesloten van de consumptie van de schonere lucht die door die katalysator wordt gecreëerd, terwijl slechts één persoon die katalysator moet betalen. 
Onrivaliserendheid is een concept dat inhoudt dat een hogere consumptie door persoon A niet inhoudt dat persoon B minder kan consumeren, maar dat die consumptie de ‘beschikbare hoeveelheid’ van het goed onveranderd laat.
Doordat milieugoederen zoals schone lucht en klimaat collectieve goederen zijn, is niemand ervan buiten te sluiten. Hierdoor zal er in principe te veel gebruik van worden gemaakt of zullen mensen te weinig bijdragen aan het beheer van het collectief goed. Dit gedrag wordt vrijbuitergedrag genoemd. In economische terminologie zijn dit voorbeelden van marktfalen en is de uitkomst niet Pareto-efficiënt. Het is mogelijk om de welvaart van de maatschappij als totaal te verhogen zonder dat er iemand op achteruit gaat, door de milieuvervuiling terug te dringen tot een lager, optimaal niveau.
Imperfecte informatie over de kenmerken en waarden van goederen en de kost om bepaalde goederen aan te leveren zorgt voor een marktfaling. Zo zal een landbouwer beter de kosten van het aanpassen van de frequentie van maaien van een grasland kunnen inschatten en zal een bioloog beter de baten voor biodiversiteit van een aangepast beheer van grasland kunnen inschatten. De markt van landbouwproducten neemt deze informatie niet mee en zal dus niet optimaal functioneren.
Sinds de jaren zeventig is waardering van milieu een heel belangrijk concept binnen de milieueconomie. De waardering van milieu roept echter bijna altijd grote meningsverschillen op. De meest gebruikte methode is aan alle groeperingen te vragen hoeveel ze ervoor overhebben dat negatief milieueffect X niet optreedt (bijvoorbeeld de berg wordt niet afgegraven, vuil water wordt niet geloosd). De totale som van alle antwoorden van alle groeperingen die ermee te maken hebben wordt gezien als de milieukosten. Echter, zaken als de waarde van bio-diversiteit en natuur zijn moeilijk te meten. Ook is het lastig om de toekomstige waarde te bepalen. Groepen nemen de toekomst niet noodzakelijk voldoende in overweging. Toch heeft deze manier van milieuwaardering positieve effecten voor het milieu. Als waardering van milieugoederen niet gebeurt heeft het vaak tot gevolg dat milieuvervuiling gratis is, zodat er te veel vervuild wordt.

## Oplossingen
Er zijn een aantal oplossingen die voorgesteld worden om dergelijke externaliteiten te internaliseren:
- Beter gedefinieerde eigendomsrechten. Als bijvoorbeeld mensen die naast een fabriek wonen het recht hadden geen vervuiling te krijgen, of de fabriek had het recht om te vervuilen, dan zou of de fabriek de mensen kunnen betalen om ze te compenseren en zo toch te mogen vervuilen, dan wel de mensen zouden de fabriek kunnen betalen om niet of minder te vervuilen. Aan wie dergelijke eigendomsrechten wordt gegeven maakt uit voor de verdeling van de welvaart, maar beïnvloedt niet de totale welvaart. Het gaat erom dat dergelijke rechten worden gegeven.
- Belastingen op vervuiling  / Beëindiging van vervuiling stimulerende subsidies. Belastingen zouden zo moeten zijn dat vervuiling alleen plaatsvindt als dit gunstig is voor de maatschappij als geheel, in de vorm van hogere productie die waardevoller is dan de (milieu)kosten.  Sommigen verdedigen een belangrijke verschuiving van belastingen op inkomen en verkoop naar het belasten van vervuiling.
- Quota  op vervuiling. Vaak wordt verdedigd dat quota's vormgegeven zouden moeten worden als verhandelbare emissierechten, welke echt vrij verhandeld kunnen worden zodat de reducties in vervuiling worden bereikt tegen een minimum aan kosten. Henry Ford was in de jaren twintig van de twintigste eeuw al voor een strikt beleid waarbij de vervuiler direct de gevolgen van zijn vervuiling zou voelen. Hij vond dat de industrie vrijelijk zoveel water uit een rivier mocht gebruiken als wenselijk maar dat de uitstroompijp van het vervuilde water boven in de stroom moest gemaakt worden ten opzichte van de instroom. Het niet afdoende zuiveren van het vervuilde water zou daardoor leiden tot vervuild water in de instroom van het proces.

Om een keuze voor een bepaalde oplossing te onderbouwen kan een financiële kosten-batenanalyse of een maatschappelijke kosten-batenanalyse door de wetgever of regulerende instantie worden gemaakt.
Om bovenstaande methoden te kunnen verwezenlijken is een overkoepelende autoriteit nodig, bijvoorbeeld een wetgever. Door de globalisering vinden steeds meer afwegingen op wereldniveau plaats, maar er is vaak geen overkoepelende autoriteit die effectief dergelijke wet- en regelgeving kan verzorgen en handhaven. Als er een land is dat milieu niet belangrijk vindt, of in ieder geval minder belangrijk dan de rest van de wereld, dan zal dat tot gevolg hebben dat vervuilen daar het goedkoopst is. De economische activiteiten, met de bijbehorende opbrengsten en werkgelegenheid zullen in principe naar dat land verhuizen. Hierdoor is er een 'druk omlaag', wat kan eindigen in een 'race naar de bodem' in milieuwet- en regelgeving. Dit is een complicerende factor in het beschermen van de natuur. Deze bezorgdheid wordt vooral gedeeld door organisaties die zich inzetten voor duurzame ontwikkeling en de antiglobaliseringsbeweging en anders-globaliseringsbeweging.